# Disibodenberg
Disibodenberg és un monestir en ruïnes de Renània-Palatinat, Alemanya.
El 640, Disibod va arribar com a missioner d'Irlanda al Regne Franc. Després de treballar durant 10 anys a Vosges i Ardennes, va arribar prop d'Odernheim am Glan i va començar a ensenyar-hi. Després de la seva mort es va fundar el monestir. Els normands i els hongaresos van saquejar i destruir el lloc diverses vegades, però l'arquebisbe Willigis de Magúncia va reconstruir l'església i el monestir al segle x.
Hi va tenir un paper destacat Hildegarda de Bingen, que va escriure la biografia del fundador, "Vita Sancti Disibodi" i va viure a Disibodenberg durant 39 anys.